# Ковлі (округ, Канзас)
Шаблон:StateAbbr_ 37°15′ пн. ш. 96°59′ зх. д. / 37.25° пн. ш. 96.98° зх. д.
Округ Ковлі (англ. Cowley County) — округ (графство) у штаті Канзас, США. Ідентифікатор округу 20035.

## Історія
Округ утворений 1867 року.

## Демографія
За даними перепису 
2000 року 
загальне населення округу становило 36291 осіб, зокрема міського населення було 23969, а сільського — 12322.
Серед мешканців округу чоловіків було 17747, а жінок — 18544. В окрузі було 14039 домогосподарств, 9616 родин, які мешкали в 15673 будинках.
Середній розмір родини становив 3.
Віковий розподіл населення поданий у таблиці:
| Стать    | До 15 років | 15-21 | 22-29 | 30-39 | 40-49 | 50-65 | 65-85 | Понад 85 |
| -------- | ----------- | ----- | ----- | ----- | ----- | ----- | ----- | -------- |
| Чоловіки | 3856        | 2098  | 1641  | 2454  | 2648  | 2684  | 2105  | 261      |
| Жінки    | 3813        | 2103  | 1502  | 2314  | 2539  | 2869  | 2762  | 642      |

## Суміжні округи
- Батлер — північ
- Елк — північний схід
- Шотоква — схід
- Осадж, Оклахома — південь
- Кей, Оклахома — південний захід
- Самнер — захід
- Седжвік — північний захід

## Виноски
1. ↑  U.S. Decennial Census. United States Census Bureau. Архів оригіналу за 26 квітня 2015. Процитовано 22 липня 2014.
2. ↑  Historical Census Browser. University of Virginia Library. Архів оригіналу за 11 Серпня 2012. Процитовано 22 липня 2014.
3. ↑  Population of Counties by Decennial Census: 1900 to 1990. United States Census Bureau. Архів оригіналу за 5 Червня 2019. Процитовано 22 липня 2014.
4. ↑  Census 2000 PHC-T-4. Ranking Tables for Counties: 1990 and 2000 (PDF). United States Census Bureau. Архів оригіналу (PDF) за 18 Грудня 2014. Процитовано 22 липня 2014.
5. ↑  State & County QuickFacts. United States Census Bureau. Архів оригіналу за 5 Вересня 2015. Процитовано 22 липня 2014.(англ.) Наведено за англійською вікіпедією.
6. ↑  American FactFinder. Бюро перепису населення США. Архів оригіналу за 29 липня 2011. Процитовано 31 січня 2008.

| США | Це незавершена стаття з географії США. Ви можете допомогти проєкту, виправивши або дописавши її. |